# Hans Theilig
Hans Theilig (Hamburgo, 12 de agosto de 1914-ibidem, 6 de octubre de 1976) fue un jugador de balonmano alemán. Fue un componente de la Selección de balonmano de Alemania.
Con la selección ganó la medalla de oro en los Juegos Olímpicos de Berlín 1936 y la medalla de oro en el Campeonato Mundial de Balonmano Masculino de 1938.